# Burnside (Arizona)
Burnside es un lugar designado por el censo ubicado en el condado de Apache en el estado estadounidense de Arizona. En el Censo de 2010 tenía una población de 537 habitantes y una densidad poblacional de 22,35 personas por km².

## Geografía
Burnside se encuentra ubicado en las coordenadas 35°45′12″N 109°37′29″O / 35.75333, -109.62472. Según la Oficina del Censo de los Estados Unidos, Burnside tiene una superficie total de 24.02 km², de la cual 24.02 km² corresponden a tierra firme y (0%) 0 km² es agua.

## Demografía
Según el censo de 2010, había 537 personas residiendo en Burnside. La densidad de población era de 22,35 hab./km². De los 537 habitantes, Burnside estaba compuesto por el 5.59% blancos, el 0% eran afroamericanos, el 93.11% eran amerindios, el 0% eran asiáticos, el 0% eran isleños del Pacífico, el 0.19% eran de otras razas y el 1.12% pertenecían a dos o más razas. Del total de la población el 1.86% eran hispanos o latinos de cualquier raza.